# زوزدل
زوزدل (به بلغاری: Zvezdel) یک منطقهٔ مسکونی در بلغارستان است که در شهرستان مومچیلگراد واقع شده‌است.